# Khevenhüllerové
Khevenhüllerové jsou šlechtický rod, jehož původ lze doložit od roku 1396, kdy měl své sídlo na zámku Landskron v Korutanech. V roce 1566 byli povýšeni do stavu svobodných pánů. V 16. století se rod rozdělil do dvou hlavních linií Khevenhüller-Frankenburg (od roku 1593 říšská hrabata) a Khevenhüller-Hochosterwitz (od roku 1725 říšská hrabata a roku 1763 jako knížata z Khevenhüller-Metsche). Větev Khevenhüller-Frankenburg vymřela v roce 1812, v linii Khevenhüller-Metsch vlastnil rod od 18. století majetek v Čechách. Až do zániku monarchie zastávali Khevenhüllerové vysoké funkce v armádě, diplomacii a u dvora, uplatnili se také v regionální politice jednotlivých korunních zemí. Deset členů rodu získalo Řád zlatého rouna a od roku 1861 jim náleželo dědičné členství v rakouské panské sněmovně.

## Historie
Rod pochází z Kevenhüllu poblíž města Beilngries (klášter Eichstätt v dnešním Horním Bavorsku) a poprvé se zmiňuje 24. července 1330 v souvislosti s Ulreichem Chevenhuelaerem. Nepřerušená rodová linie v osobě Hanuše Khevenhüllera, městského soudce v Korutanech, dokumentovaným v roce 1396 († 1425), který byl také biskupem v Bambergu ve Federaunu.
Vzestup rodu Khevenhüllerů v Korutanech začal v roce 1525 jmenováním Kryštofa Khevenhüllera kapitánem hradu v Ortenburgu poblíž Spittalu an der Drau. Kryštof se oženil s Alžbětou Mansdorferovou (Mannsdorfovou), dcerou bohatého měšťana. Její věno mu umožnilo získat řadu nemovitostí v Horních Korutanech, včetně hradu Sommeregg, Ortenburgu, železných dolů v Eisentrattenu poblíž Korutanského Gmündu a dalších nemovitostí, včetně zámků Aichelberg a Landskron. Kryštof Khevenhüller konvertoval k protestantismu.
Kryštofovi synové Jan (Hanuš), Mořic a Bartoloměj (Bartlmä) úspěšně ekonomicky i politicky pokračovali v otcových aktivitách. Hanuš byl 26 let vyslancem u španělského dvora ve službách římskoněmeckého císaře. V roce 1581 obdržel Jan od císaře Rudolfa II. zámek Kammer a panství Kogl (kde Khevenhüllerové později v roce 1750 vystavěli zámek Kogl) a Frankenburg (s hradem Frein), které byly spojeny do podoby „Frankenburské hrabství“. Jan byl jmenován také komorníkem a tajným radou a v roce 1587 byl povýšen na rytíře zlatého rouna. V roce 1593 byl povýšen na hraběte a po jeho smrti tento titul přešel na jeho bratra Bartoloměje (1539-1613).
Po obsazení Horního Rakouska Bavory v letech 1810–1816 prodali Khevenhüllerové panství Kogl a Frankenburg rodině Pausingerů a podrželi si pouze Kammer, a to až do roku 1904.
Bratranec tří bratrů, hejtman Jiří z Khevenhülleru, také přesvědčený protestant, koupil hrady Hochosterwitz a Wernberg (později doplněný o hrad Damtschach) a rozšířil je do dnešní podoby. Pro svou druhou manželku nechal postavit hrad Annabichl. Ve Villachu kolem roku 1570 postavil městský palác, takzvaný Venetianerhaus.

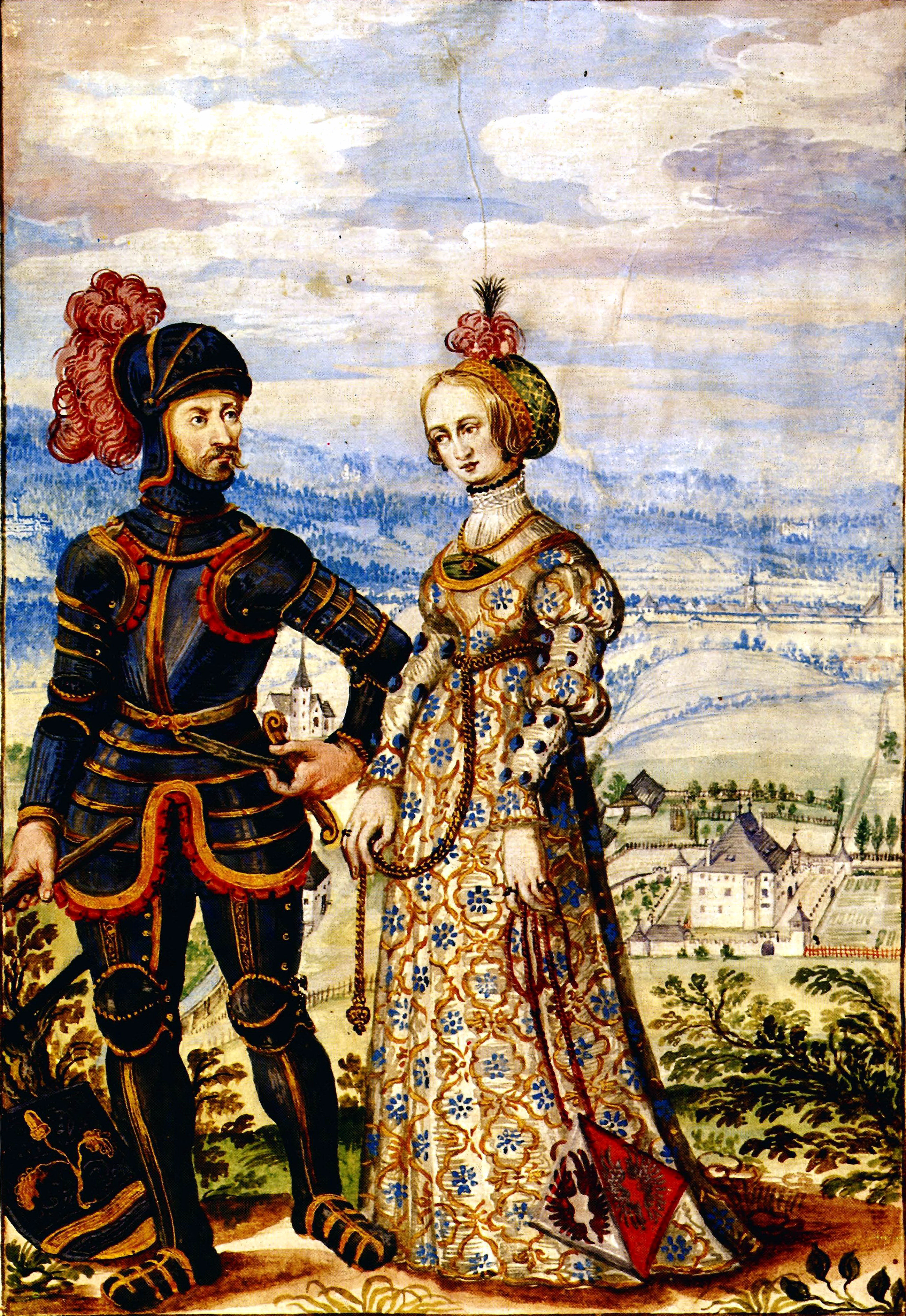
Rytíř Oldřich Khevenhüller (asi 1430–1492) a paní Anna roz. z Kellerbergu. V pozadí je vidět hrad Mörtenegg a kostel sv. Martina poblíž Villachu.

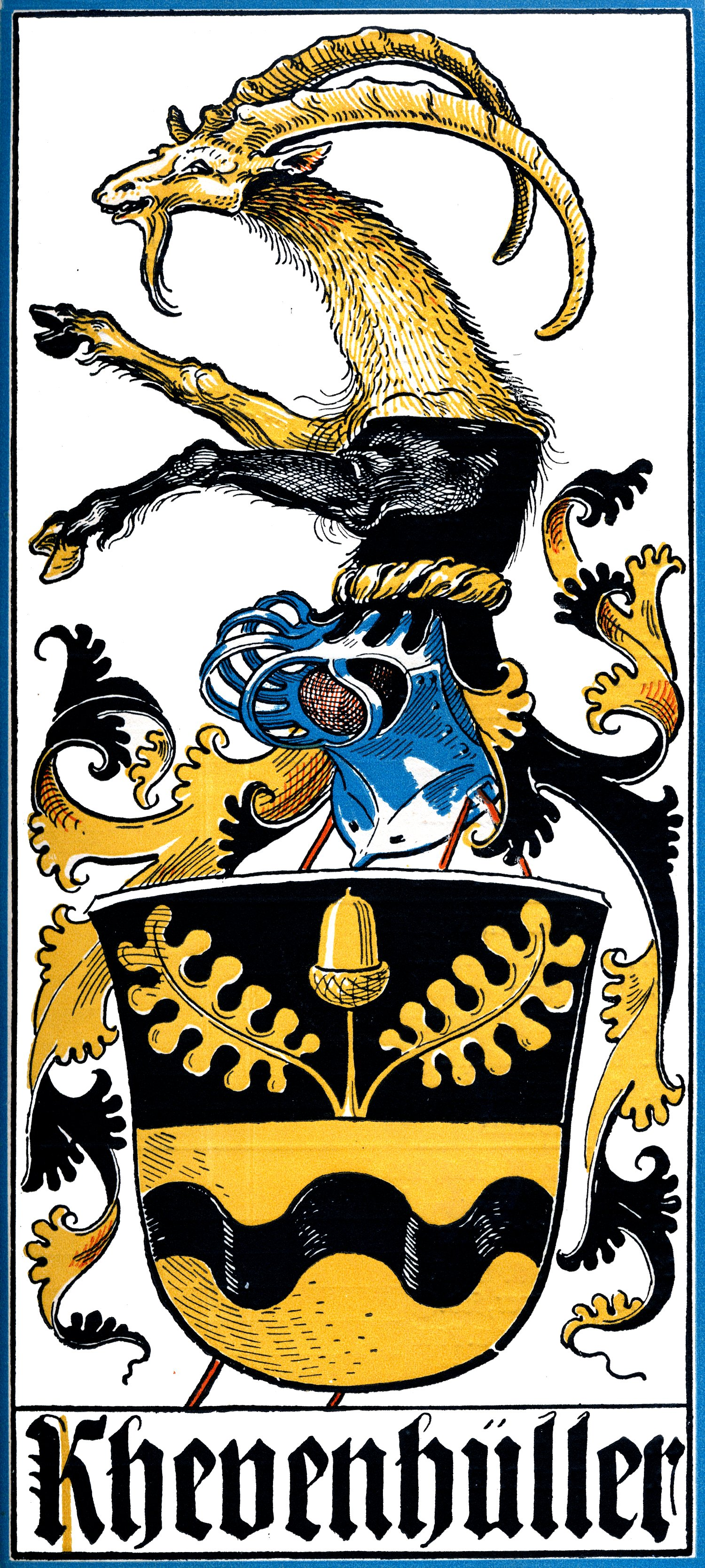
Rodový erb podle Otto Huppa v mnichovském kalendáři z roku 1903.

### Protestantismus
V době protireformace, kdy císař Ferdinand II. zrušil náboženskou svobodu protestantské šlechty, byly protestantské větve rodu Khevenhüllerů nuceny vzdát se svých korutanských statků a v roce 1628 spolu s mnoha dalšími exulanty emigrovat do jiných zemí říše, většina z nich do evangelického svobodného říšského města Norimberka, kde Khevenhüllerové roku 1637 od jiného emigranta získali hrad Oberbürg.
Pavel z Khevenhüller (1593–1655) během třicetileté války působil ve švédských službách. Protestatnští Khevenhüllerové navíc půjčili švédskému králi Gustavu II. Adolfovi 70 000 švédských říšských tolarů na financování války. Po smrti Gustava II. Adolfa však švédský stát nebyl schopen půjčenou částku Khevenhüllerům splatit. Pavel z Khevenhüller byl proto odškodněn panstvím Julita Gård v Södermanlandu, které rod vlastnil až do 19. století. Jeho pravnuk Mikuláš Ludvík hrabě z Zinzendorfu založil v roce 1727 Moravskou jednotu bratrskou.

## Osobnosti rodu

### Khevenhüllerové
- Oldřich Khevenhüller (* kolem 1430–1492), nejmladší syn Hanuše II. Khevenhüllera
- Jiří svobodný pán z Khevenhülleru (1533–1587), hejtman Korutan
- Hanuš z Khevenhüller-Frankenburgu (1538–1606), císařský vyslanec ve Španělsku
- František Kryštof hrabě z Khevenhüller-Frankenburgu (1588–1650), císařský vyslanec ve Španělsku
- Pavel z Khevenhülleru (1593–1655), diplomat
- Zikmund Bedřich (1666–1742), hejtman Korutan, místodržitel Dolního Rakouska
- Ludvík Ondřej z Khevenhülleru (1683–1744), polní maršál

### Khevenhüller-Metsch
- Jan Josef (1706–1776), syn Zikmunda Bedřicha, nejvyšší hofmistr a nejvyšší komoří Marie Terezie, jméno Khevenhüller-Metsch 1751, kníže 1763
- Jan Zikmund (1732–1801), jeho syn, 2. kníže z Khevenhüller-Metsche, diplomat; první sňatek: Marie Amálie Zuzana kněžna z Lichtenštejna, dcera knížete Emanuela z Lichtenštejna, druhý sňatek: Marie Josefina Henrietta Barbora hraběnka ze Strassolda
- Karel Maria Josef Jan Baptista Clemens (1756–1823), jeho syn, 3. kníže z Khevenhüller-Metsche; ∞ Terezie hraběnka z Morzinu
- František Maria Jan Josef Heřman (1762–1837), jeho bratr, 4. kníže z Khevenhüller-Metsche; první sňatek: Marie Alžběta hraběnka z Kuefsteinu, druhý sňatek: Maria Josefa hraběnka z Abenspergu a Travna, třetí sňatek: Kristina hraběnka Zichyová von Zich a Vaszonykeő
- František (1783–1867), c. k. polní zbrojmistr, velkopřevor Maltézského řádu v Českém království
- Richard Maria (1813–1877), 5. kníže z Khevenhüller-Metsche, poslanec českého zemského sněmu, dědičný člen rakouské panské sněmovny; ∞ Antonie Marie hraběnka Lichnovská z Voštic, dcera knížete Eduarda
- Jan František Karel Eduard Josef (1839–1905), jeho syn, 6. kníže z Khevenhüller-Metsche, poslanec českého zemského sněmu, dědičný člen rakouské panské sněmovny, starosta v Riegersburgu; ∞ Eduardina hraběnka z Clam-Gallasu, dcera Eduarda z Clam-Gallasu
- Rudolf (1844–1910), rakousko-uherský diplomat, velvyslanec v Belgii a Francii
- Alfred Khevenhüller (1852–1911), poslanec říšské rady
- Antonín Zikmund Josef Maria (1873–1945), jeho synovec, 7. kníže z Khevenhüller-Metsche, starosta v Riegersburgu, dědičný člen rakouské panské sněmovny; ∞ Gabriela hraběnka z Mensdorff-Pouilly

## Panství a majetky - galerie

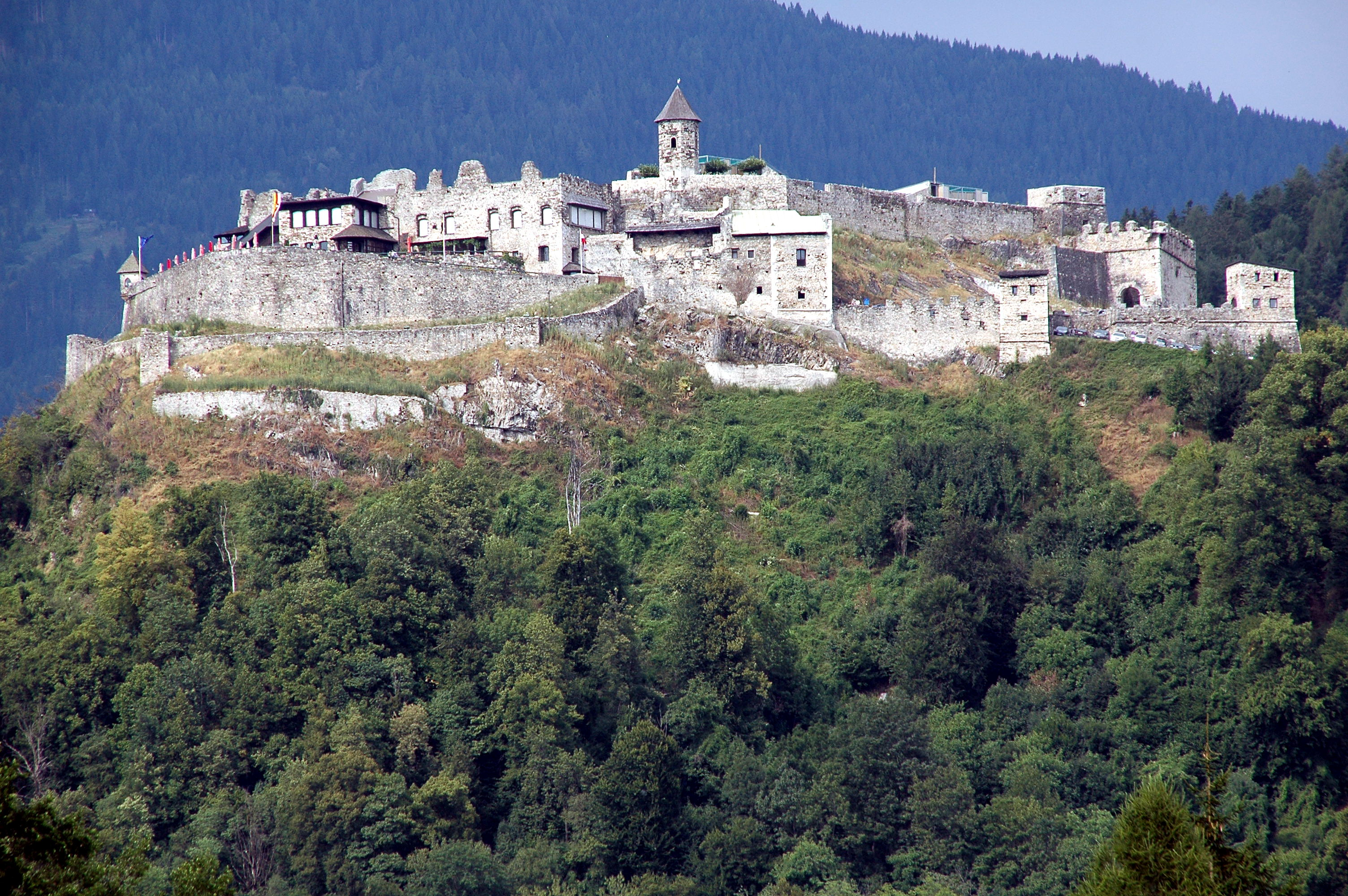
Hrad Landskron (Korutany)
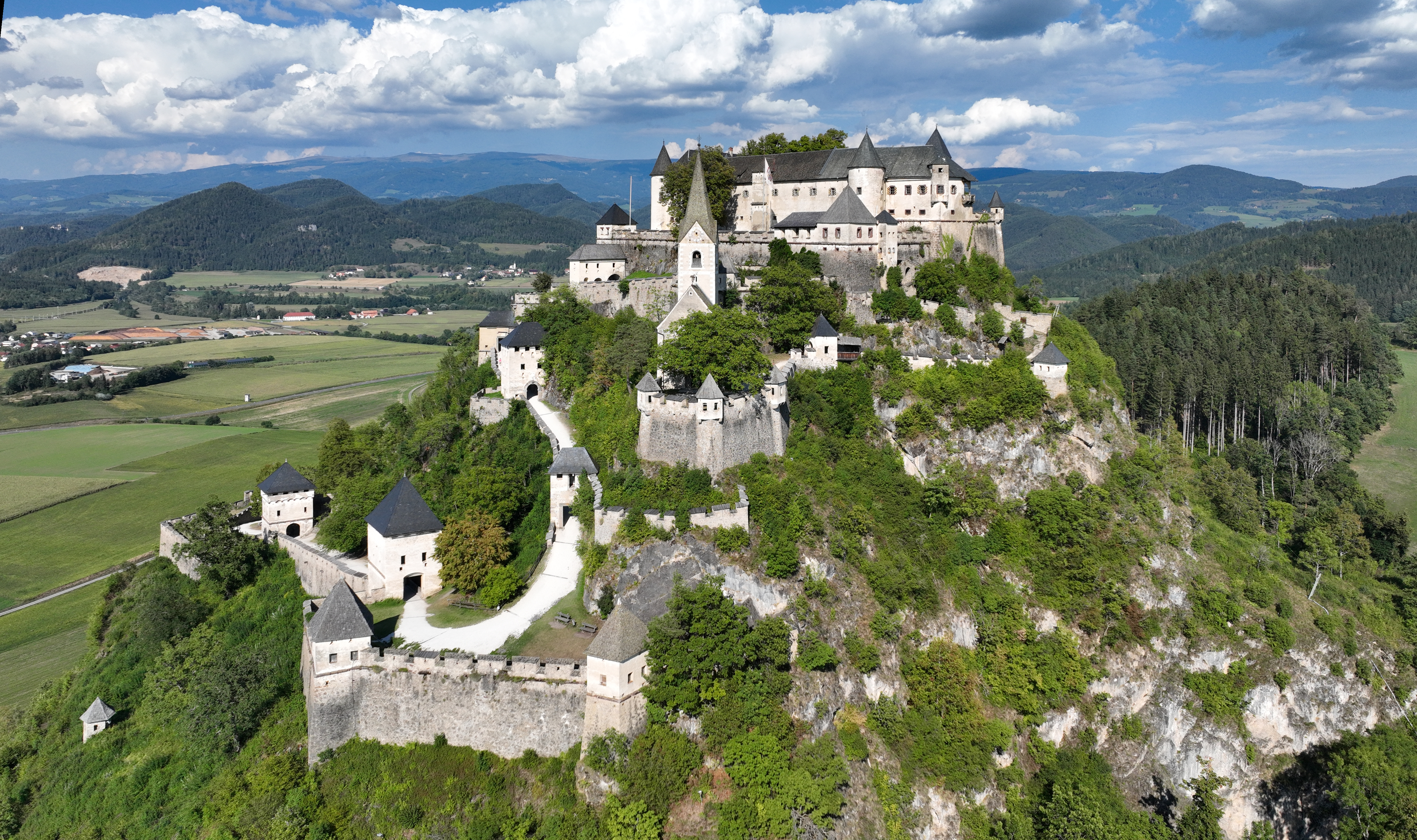
Hrad Hochosterwitz
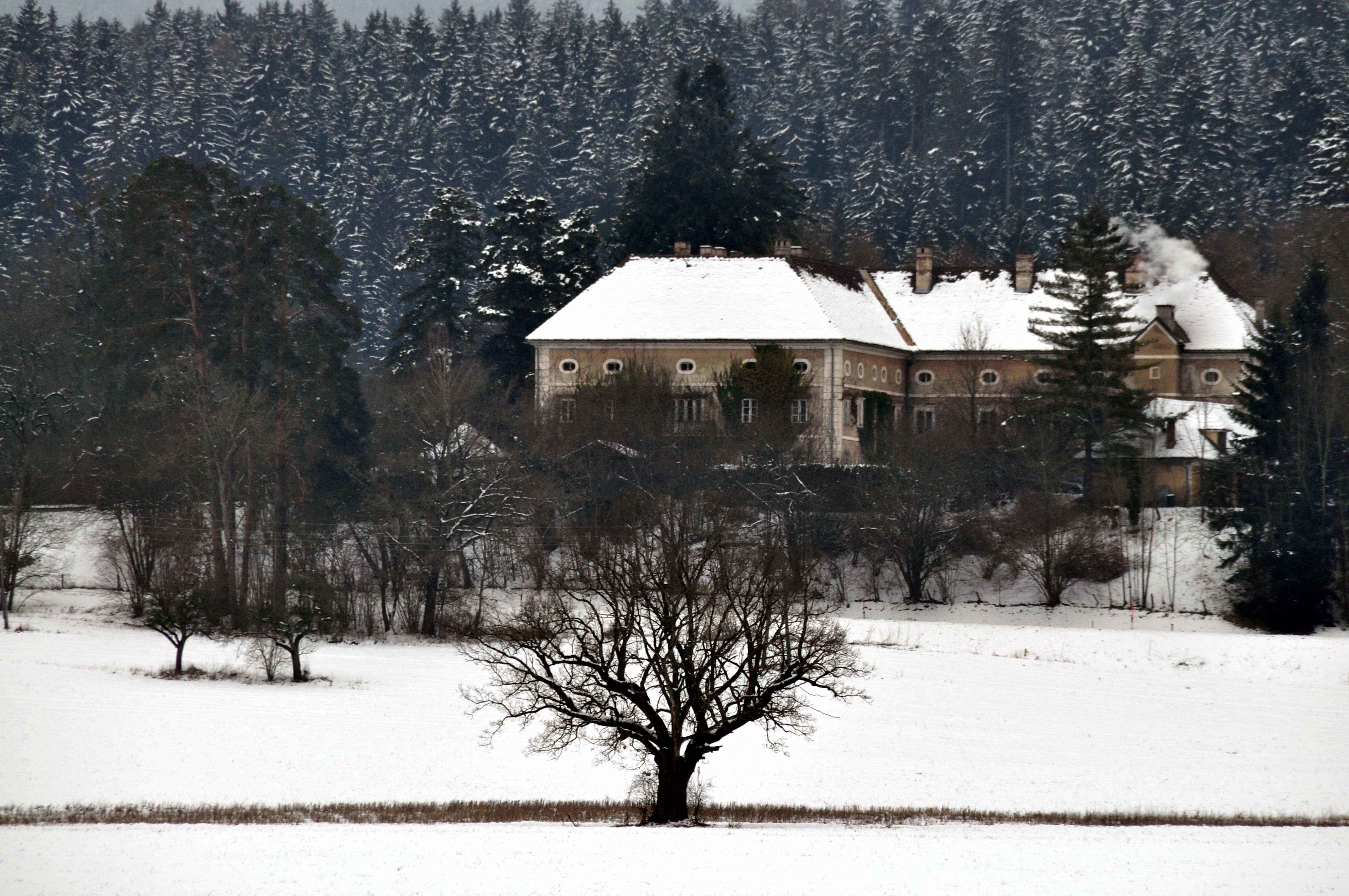
Zámek Niederosterwitz
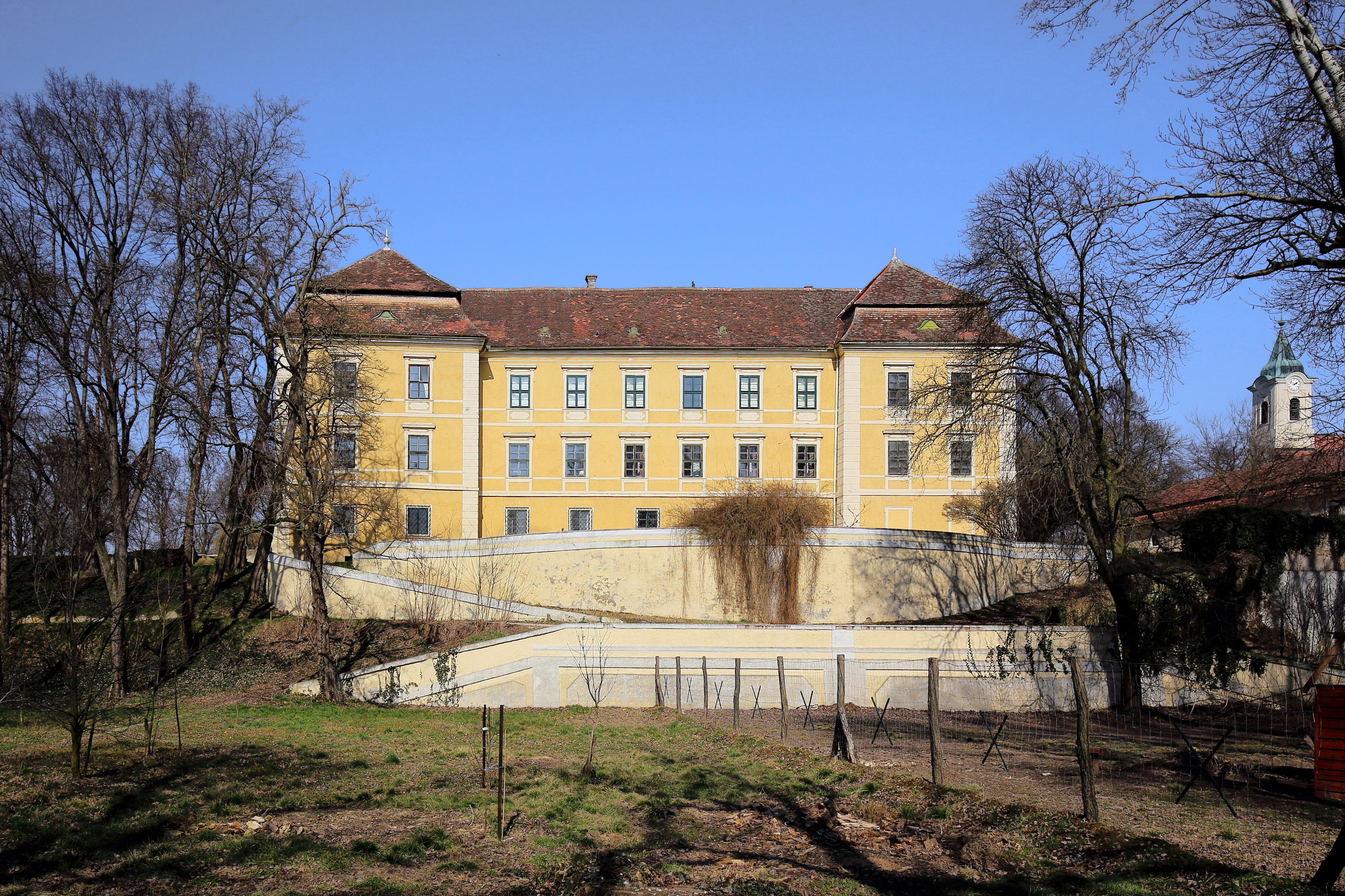
Zámek Pellendorf v Gaweinstalu
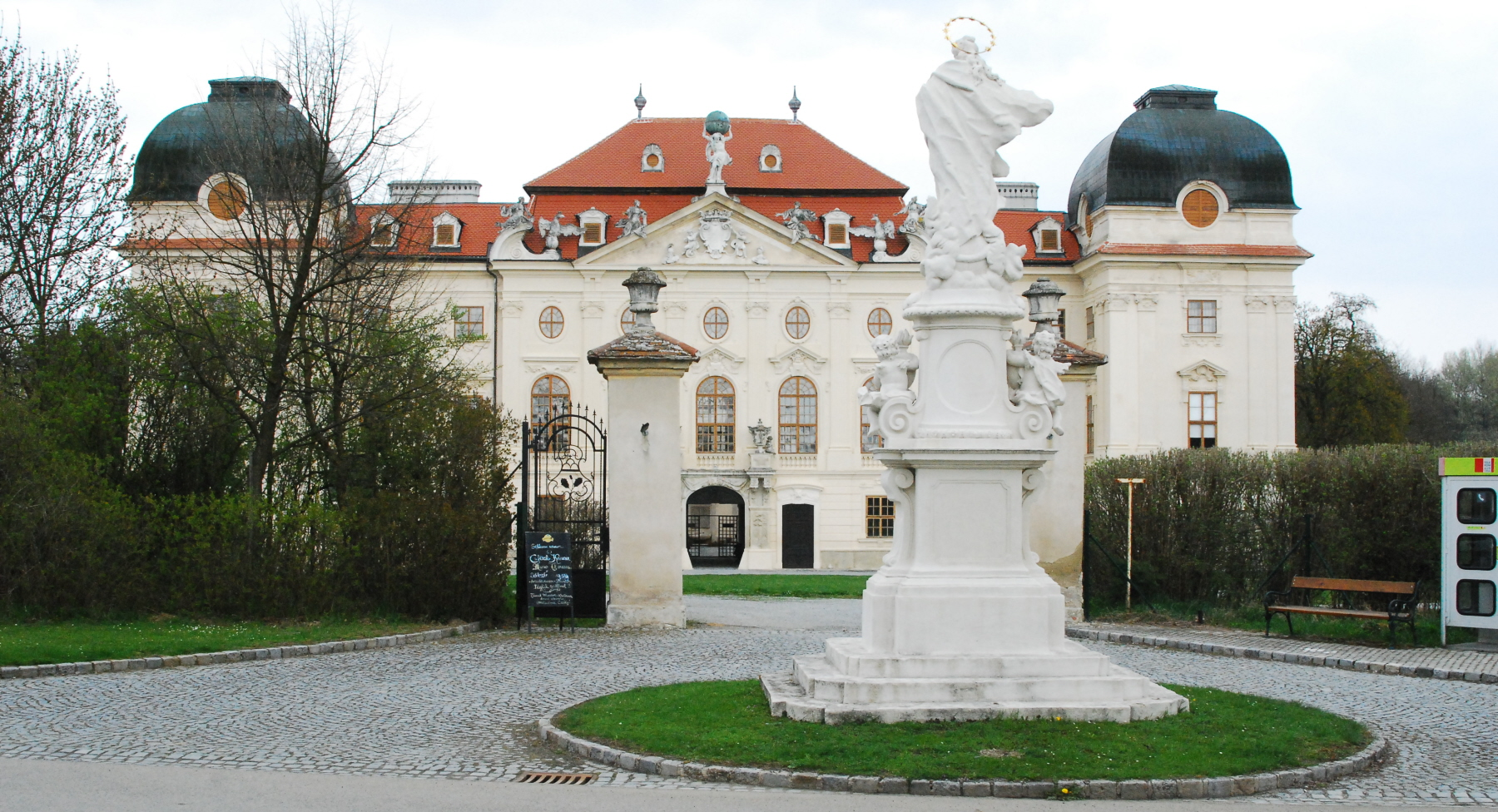
Zámek Riegersburg
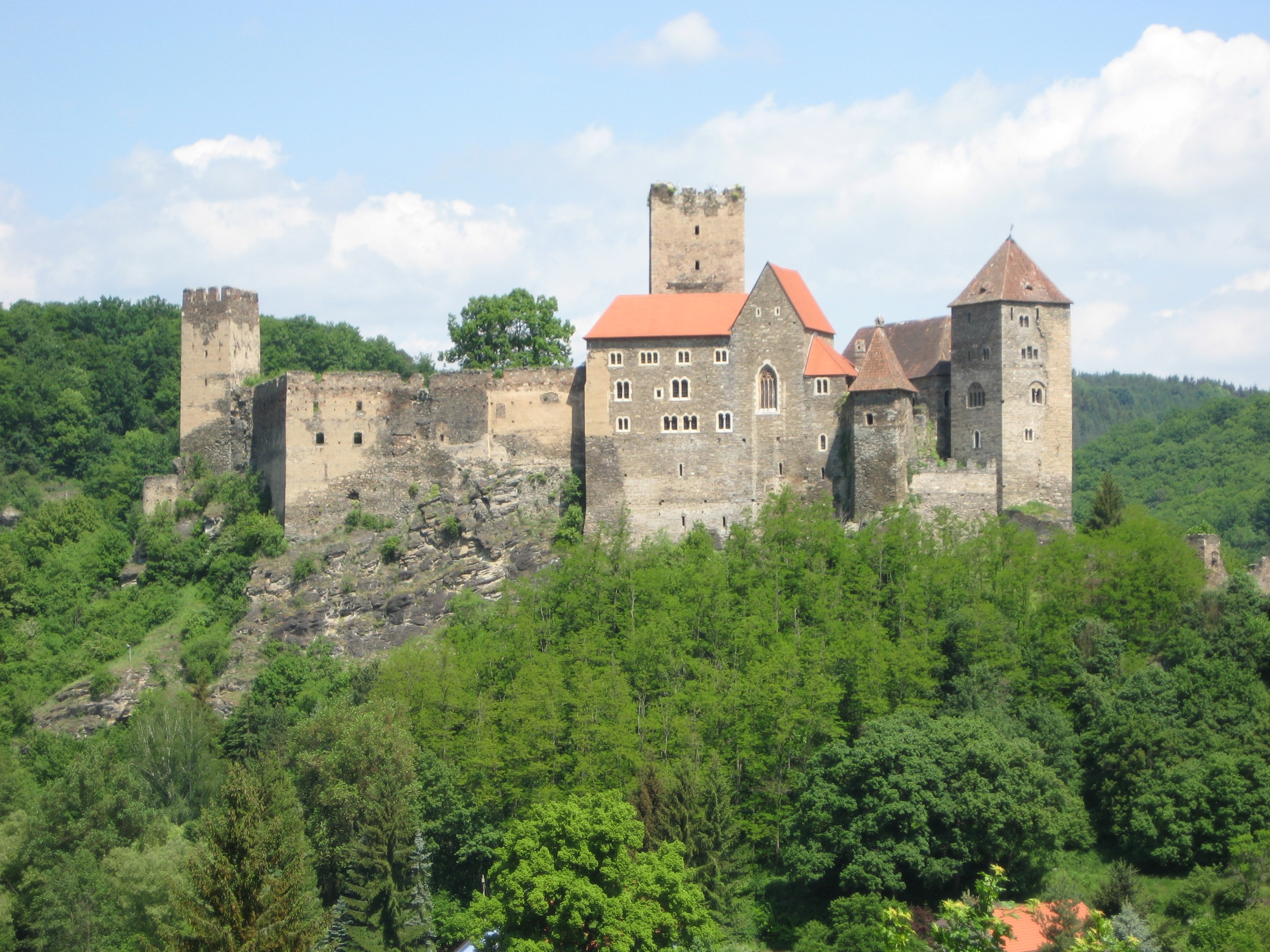
Hrad Hardegg
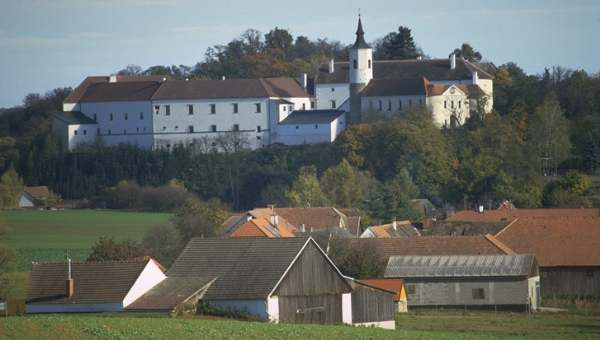
Zámek Fronsburg
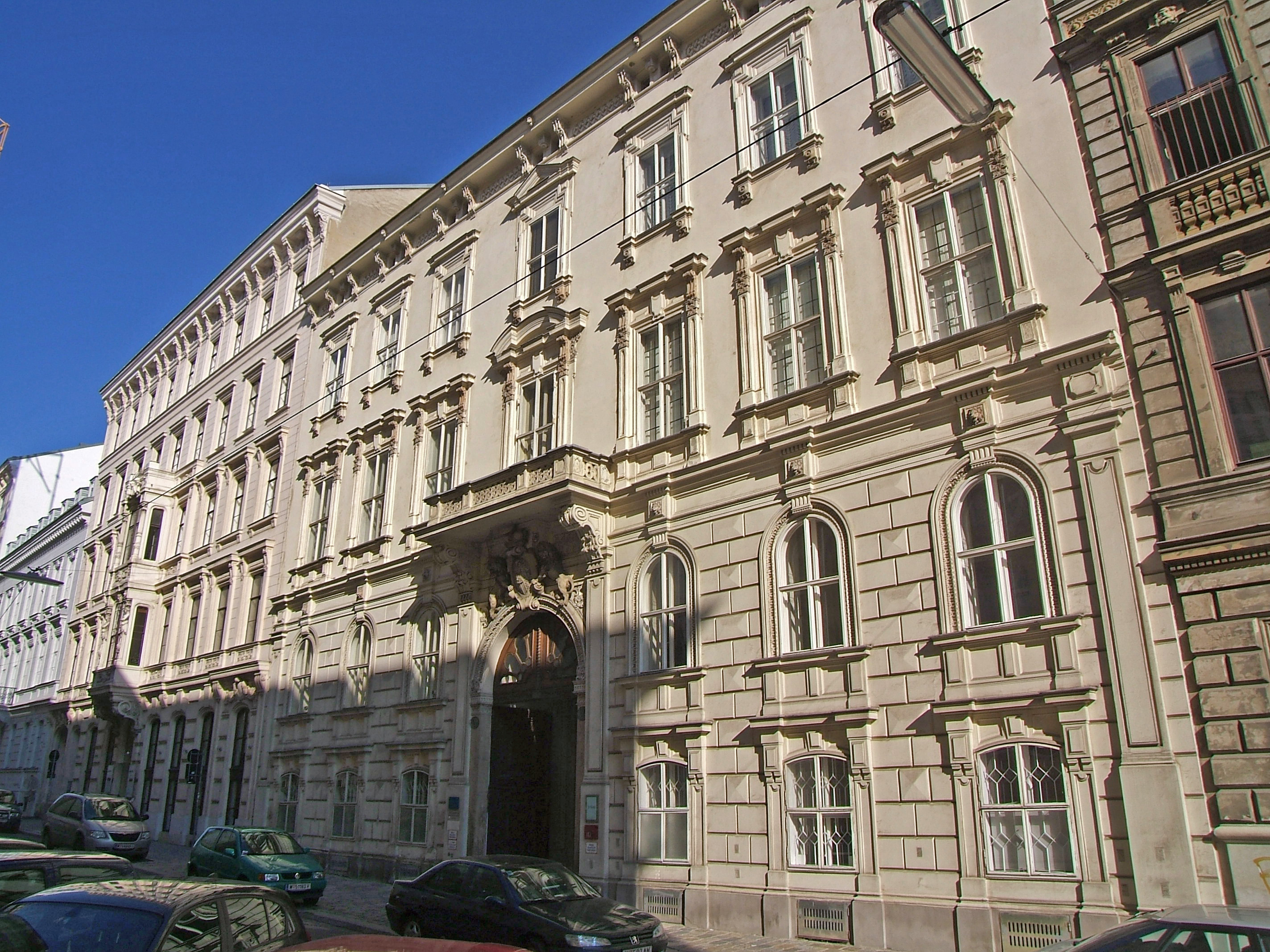
Palais Khevenhüller-Metsch, Vídeň